# Gornje Brezno
Gornje Brezno – wieś w Chorwacji, w żupanii krapińsko-zagorskiej, w gminie Hum na Sutli. W 2011 roku liczyła 289 mieszkańców.